# G.R.L.
G.R.L. es un grupo musical femenino estadounidense creado por Robin Antin, también creadora de The Pussycat Dolls y Girlicious. Originalmente, el grupo estaba formado por Lauren Bennett, Natasha Slayton, Simone Battle, Paula van Oppen y Emmalyn Estrada. Actualmente, está formado por Bennett, Slayton y Estrada.
El grupo se disolvió de forma temporal en junio de 2015 volviendo al año siguiente con nuevos detalles.

## Carrera musical

### 2011–2012: Formación e inicios
En marzo de 2011, Antin comenzó realizando audiciones para encontrar nuevas chicas que sustituirían a los miembros del recién disuelto grupo The Pussycat Dolls. Los nuevos miembros del grupo debutaron el 5 de febrero de 2012, durante el Super Bowl, como parte del comercial de televisión anual de GoDaddy, apareciendo con Danica Patrick. "El look del comercial no es necesariamente el look utilizado por el grupo en esta ocasión", dijo Antin, añadiendo, "Es una belleza impresionante, es divertido, amable, real y sexy. Es todo eso, pero otra vez, lo que estamos haciendo para la siguiente vida de The Pussycat Dolls, es que todas las chicas son jóvenes. Es una energía fresca y juvenil". Una imagen oficial tomada de la publicidad, muestra cinco miembros: Lauren Bennett de Paradiso Girls, Paula van Oppen de So You Think You Can Dance, la exintegrante de Laker Girls Vanessa Curry, Chrystina Sayers de Girlicious y la animadora de las Dallas Cowboys Erica Jenkins.
El 13 de abril de 2012, fue anunciado que Chrystina Sayer no formaría parte del nuevo grupo. En julio de 2012, el nuevo grupo fue anunciado a Bennett y Van Oppen dentro del grupo, así como nuevos miembros Natalie Mejia de Girlicious, Amanda Branche y Natasha Slayton, lo que confirma la retirada de Jenkins del grupo. En agosto de 2012, fotos publicitarias muestran el 'nuevo' grupo incluyendo a Simone Battle en reemplazo de Branche. En noviembre de 2012, fue revelado a través del ingreso de Emmalyn Estrada, que Mejia no seguiría en el grupo. Mejia anunció que estaba a la espera de su primer hijo, y en conjunto a la situación tomó la decisión de no continuar en el grupo.

### 2013: Avances y álbum debut
En febrero de 2013, Antin anunció oficialmente que las chicas realizarían su debut como un gran nuevo grupo con un nombre distinto, en lugar de las sustitución de los miembros inactivos de The Pussycat Dolls.
El 16 de junio, el grupo publicó su primer sencillo "Vacation" el cual fue incluido en la banda sonora de la película animada Los Pitufos 2. Fue el primer material en ser lanzado bajo su nuevo nombre "G.R.L.". El 10 de septiembre, el sencillo entró en el Gaon Chart en la posición #97.
El grupo realizó su primera presentación en vivo el 28 de septiembre en el Centro Comercial Westfield Group de Calire en Skokie interpretando tres canciones del álbum: "Vacations", "Girls Are Always Right" y "Show Me What You Got". Confirmaron en una entrevista, que estaban trabajando con Dr. Luke, Max Martin, Cirkut, Darkchild  y Lukas Hilbert para el nuevo álbum el cual sería lanzado en 2014.
El 28 de enero de 2014, el grupo anunció en su página de Facebook que "Show Me What You Got" sería incluido en la edición 49 de la serie de álbumes de Now en su versión para Estados Unidos Now That's What I Call Music!, publicado el 4 de febrero. G.R.L. aparecen como artistas invitadas en el tema de Pitbull "Wild Wild Love".
El 14 de marzo, el grupo se presentó en el iTunes Festival en SXSW abriendo para Zedd y Pitbull. Ellas interpretaron los temas "Girls Are Always Right", "Show Me What You Got", "Vacation", "Rewind" y "Ugly Heart", y luego retomaron el escenario para cantar junto a Pitbull el tema "Wild Wild Love".

### Muerte de Simone
El 5 de septiembre de 2014, la integrante del grupo Simone Battle fue hallada muerta en su armario en West Hollywood, California. Según la autopsia que le hicieron días después a la joven, se determinó que murió por asfixia debido a un ahorcamiento, y confirmando horas más tarde que lo sucedido fue un suicidio. Su familia y personas cercanas revelaron que tal hecho se debió a que Battle sufría problemas financieros.

### 2015:Lighthousey disolución

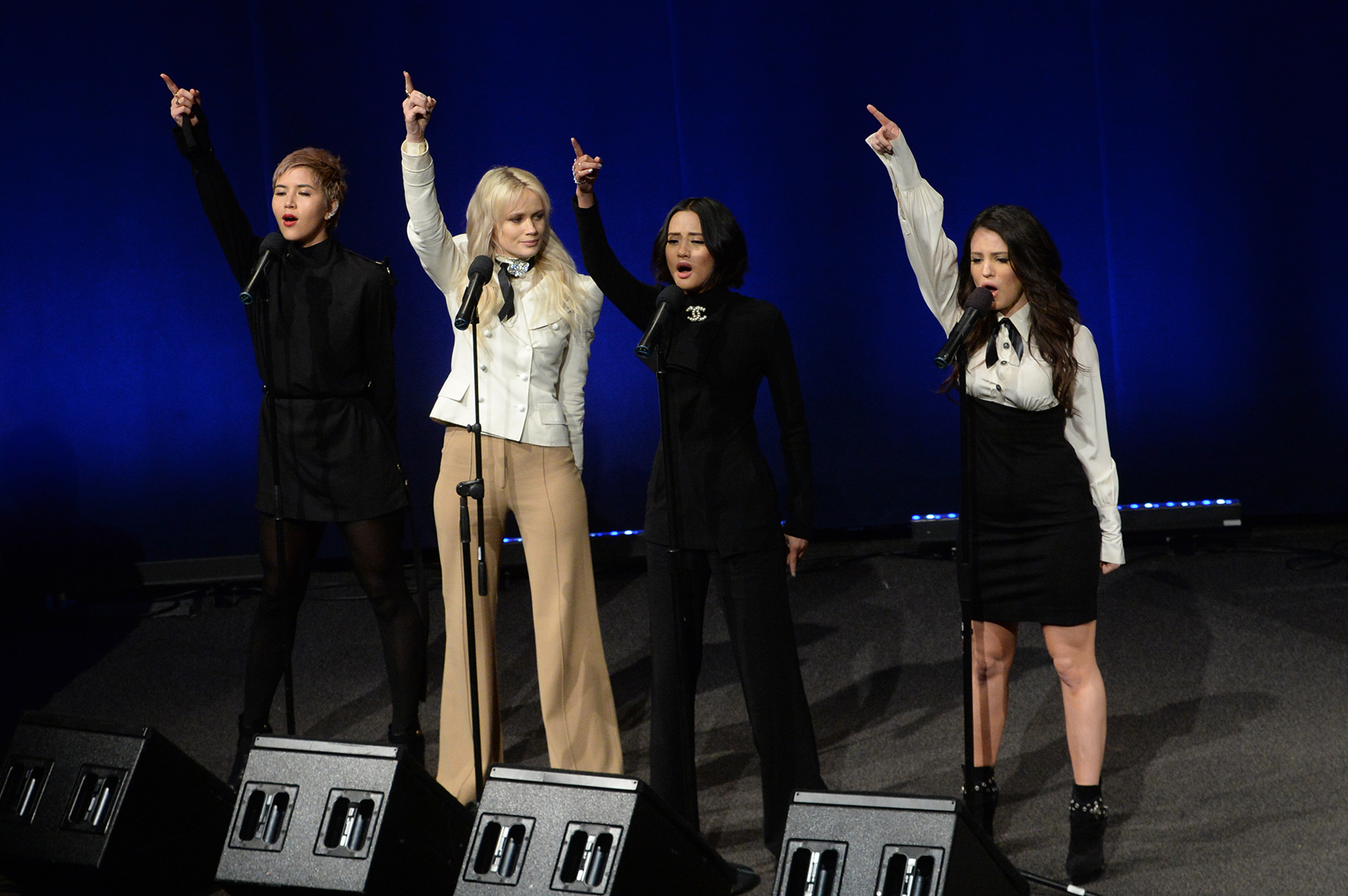
G.R.L. presentándose durante un evento de Campaign to Change Direction en Washington D. C.

Tras la muerte de Simone, el grupo lanzó Lighthouse como nuevo sencillo, pero meses después se confirmó que el grupo se disolvió con el abandono de Estrada y van Oppen.

### 2016-2017: Regreso y nuevos proyectos
El 5 de agosto el grupo confirmó su regreso a los escenarios, con Bennett y Slayton siendo las únicas que quedarían de la formación original, a quienes se les uniría Jazzy Mejía.  
G.R.L. se presentaría por primera vez como trío en el festival de música SlimeFest de la candena de televisión Nickelodeon en Australia, que iría del 15 al 25 de septiembre.
Tras una gira por discotecas y clubes entre Australia y Los Ángeles, y tras lanzar su primer sencillo promocional llamado “Kiss Myself”, en diciembre de 2016 decidieron lanzar su primer sencillo oficial como trío llamado “Are We Good?”, con el vídeo musical llegando en enero de 2017.
En 2018 tras la inactividad del grupo el año anterior, Mejía reveló que la formación haría una gira por Australia junto a grupos británicos como 5ive con fechas para febrero de 2019, para después cancelar su participación en la gira. Más tarde Slayton reveló que por el momento la formación se enfocaría en sus carreras en solitario.

### 2020-presente: Reunión de la formación original
En septiembre de 2020 Slayton hizo público un vídeo de Estrada, Bennett y van Oppen junto a ella en el estudio de baile Playground L.A., perteneciente a la fundadora de la formación Robin Antin. Desde entonces una serie de fotografías y vídeos de la formación fueron compartidas por las redes sociales de dichas, así consiguiendo que los rumores de regreso crecieran.
Más tarde, Mejía desveló que ella no formaría parte de rumoreada reunión debido a que Estrada y van Oppen se negaban a que ella siguiera en la agrupación si ellas volvían a ser parte del grupo.
En diciembre del mismo año, tras la filtración de imágenes del que será el próximo vídeo musical de la agrupación, su mánager desveló que van Oppen había decidido no seguir formando parte del grupo, así convirtiendo a la agrupación en un trío por segunda vez.

## Miembros
Actuales
- Lauren Bennett (nacida el 23 de junio de 1989 en Kent, Inglaterra, Reino Unido) (2012-2015; 2016-2017; 2020-presente)
- Natasha Slayton (nacida el 19 de agosto de 1988 en California, Estados Unidos) (2012-2015; 2016-2017; 2020-presente)
- Emmalyn Estrada (nacida el 5 de abril de 1992 en Vancouver, Columbia Británica, Canadá) (2012-2015; 2020-presente)

Anteriores
- Paula van Oppen (nacida el 20 de junio de 1989 en California, Estados Unidos) (2012-2015; 2020)
- Simone Battle (nacida el 17 de junio de 1989 en Los Ángeles, California, Estados Unidos. Falleció el 5 de septiembre de 2014 a los 25 años de edad por ahorcamiento) (2012-2014)
- Jazzy Mejia (2016-2017)

## Discografía

### Sencillos

#### Como artista principal
| Título         | Año  | Álbum     |
| -------------- | ---- | --------- |
| "Ugly Heart"   | 2014 | G.R.L.    |
| "Lighthouse"   | 2015 | Sin álbum |
| "Are We Good?" | 2016 | Sin álbum |

#### Como artistas invitadas
| Título | Año | Posicionamiento                       | Posicionamiento | Posicionamiento | Posicionamiento | Posicionamiento | Posicionamiento | Álbum | Globalización | EUA | AUS | CAN | FRA | IRL | NZ |
| Título | Año | "Wild Wild Love" (Pitbull con G.R.L.) | 2014            | 30              | 2               | 22              | 90              | Álbum | 6             | 25  | —   |     |     |     |    |

#### Sencillos promocionales
| Título                 | Año  | Álbum         |
| ---------------------- | ---- | ------------- |
| "Vacation"             | 2013 | Los Pitufos 2 |
| "Show Me What You Got" | 2014 | G.R.L.        |
| "Kiss Myself"          | 2016 | Sin álbum     |